# Famille Lenfant (Provence)
La famille Lenfant (ou L'Enfant ou Lanfant ou parfois de Lenfant), éteinte, etait installée à Aix-en-Provence où ses membres ont exercé de nombreuses fonctions judiciaires au sein du Parlement de Provence ou des fonctions militaires en Provence. 

## Origines
Elle ne doit pas être confondue avec la famille L'Enfant de la Patrière, famille chevaleresque d'Anjou et du Maine, bien que la famille Lenfant d'Aix essaya de se rattacher à cette une ancienne famille en indiquant que l’un de ses membres aurait vu tous ses biens et titres détruits pendant les guerres de religion. Rien ne vient toutefois établir ce lien.
Il est plus vraisemblable que cette famille descende de Edme Lenfant, natif d'Auxerre, hôtelier qui tenait à Aix dans les premières années du XVIIe siècle l'auberge à l'enseigne de la Ville de Paris ou Le Logis de Paris.
Edme Lenfant a notamment quatre fils : Jean, Jean-Louis, Philippe, Simon.
L'ainé est rentier du duc de Lesdiguières, Jean-Louis est fermier de l'archevêché mais aussi consul d'Aix en 1661 et acquéreur de l’hôtel particulier des Cormis de Beaurecueil à Aix, Philippe est cuisinier du marquis d'Oraison et son petit fils est le Père Lenfant (1726 - 1792), prédicateur célèbre dans toute l’Europe auprès de Marie-Thérèse d'Autriche et du roi Stanislas notamment, confesseur du roi Louis XVI, qui mourra lors des journées de septembre 1792, égorgé à la prison de l’Abbaye à Paris, et Simon est maitre d'hôtel de Louis XIV. Tous leurs enfants entrent comme conseillers au Parlement d'Aix.
François-Paul Blanc indique :"famille aixoise d'origine bourguignonne, qui tentait dans la seconde moitié du XVIIe siècle d'intégrer le second ordre par usurpation des qualifications. Les deux branches subsistantes au moment de la seconde réformation étaient en cours d'anoblissement graduel au second degrés". 

## Une famille de mécènes
Selon l'historien provençal Borricand, la famille Lenfant "était bien connue à Aix pour son amour des arts et ses largesses princières en faveur des artistes".    
La famille laissa trois édifices à son nom à Aix considérés comme caractéristiques de l'art du XVIII° siècle en Provence : le Pavillon Lenfant, l'Hôtel de Lenfant, et le Château de Lenfant (Aix). Le critique d'art Raymond Escholier indique pour sa part que les Lenfant "figurèrent à Aix sous Louis Le Grand et le bien Aimé aussi bien pour leur amour des arts et du mécénat que pour les charges honorables qu'ils y occupèrent".    
Ce goût des arts avait conduit Simon Lenfant à travailler pour le compte de Louvois en suivant ses instructions dans le cadre de l'embellissement du château de Versailles en réceptionnant "les caisses envoyées d'Italie" pour les renvoyer au Nord.   

## Branche aînée
- Benoît Lenfant
  - Edme / Aymé Lenfant
    - Jean Lenfant (1604 - ?), procureur du roi au siège d’Aix, épouse en l’église de la Major de Marseille, Anne de Bayon;
      - Aimé Lenfant, vicomte de Valernes, seigneur de Peiresc et la Colle-Saint-Michel, avocat au parlement de Provence, conseiller du roi au siège général d’Aix, achète les seigneuries de Peiresc et la Colle Saint-Michel;
        - Honoré de Lenfant (1663 - 1743), chevalier, vicomte de Valernes, seigneur de Peiresc et de la Colle-Saint-Michel, épouse Julie Antoinette Colbert de Villacerf;

## Branche cadette
Jean-Louis de L'Enfant, écuyer d'Aix, se désista de sa noblesse usurpée par déclaration du 13 juillet 1667. Son fils Joseph, est reçu le 29 mars 1688 dans un office de conseiller au parlement d'Aix, 
- Edme / Aymé Lenfant
  - Jean-Louis Lenfant (1606 - 1670), bourgeois d’Aix, consul d’Aix en 1661, acquiert l’hôtel de Cormis à Aix ainsi que deux bastides mitoyennes au plan d’Aillane près d’Aix, épouse à Aix, Magdeleine de Sauvaire;
    - Joseph de Lenfant (1654 - 1719), écuyer d’Aix, conseiller du roi au parlement de Provence (dispense d’âge et de parenté du 6 juillet 1686 étant le gendre du premier président de la cour), propriétaire d’une maison à Aix (hôtel de Lenfant, 25 rue Portalis) qu’il vend plus tard à la famille de Galliffet ; démarre les travaux d’embellissement de sa bastide du plan d’Aillane avec son jardin ordonnancé, orné de bassins, fontaines et statues puis la reconstruction du château (1715) ; épouse en premières noces Marie de Marin de La Chastaigneraie, puis en secondes noces Suzanne de Léotard d'Entrages;
      - Anne Thérèse de Lenfant (1717 - 1781), héritière de son père, épouse en l’abbatiale Saint-Martin d’Ainay, Laurent Planelly (alias Pianelli) de Mascrany de La Valette, chevalier, baron de Maubec, seigneur de la Valette, Charly, Bourgoin, Thorigny et Saint-Alban en Lyonnais, conseiller du roi à la cour des Monnaies de Lyon en 1758.

## Branche de La Patrière
Simon Lenfant est reçu trésorier de France le 30 juin 1674. Son fils Luc reçu le 11 mai 1683 conseiller au parlement d'Aix, ce qui permet un accès au second degré à la noblesse. 
- Edme / Aymé Lenfant
  - Simon Lenfant (1616 - 1693), écuyer d'Aix, intendant de la garnison de Monaco, maître d’hôtel du roi Louis XIV, commissaire ordonnateur des guerres, conseiller du roi, trésorier général de France en la généralité de Provence. Il fait bâtir en 1685 le pavillon qui porte son nom au vallon des Pinchinats, près d’Aix, dont le parc est dessiné par Le Nôtre et les peintures réalisées par Van Loo; épouse en la cathédrale Saint-Sauveur, Angélique de Fagou;
    - Luc de Lenfant (1656 - 1729), avocat au parlement;
      - Angélique de Lenfant (1685 - 1757), épouse de Pierre-Jean de Boyer d'Eguilles;

    - Louis de Lenfant (1666 - ?), sieur de la Patrière, capitaine dans le régiment de Toulouse-cavalerie, commissaire ordinaire provincial des Guerres et ordonnateur et intendant pour le roi de la garnison de la principauté de Monaco, chevalier des ordres royaux et militaires de Saint-Louis et de Saint-Lazare, épouse le 16 février 1707 en la cathédrale Saint-Sauveur d’Aix, Anne de Berlier;
      - Joseph de Lenfant (1709 - ?), chevalier de l’ordre royal et militaire de Saint-Louis, major dans le régiment de commissaire général, puis brigadier des armées du roi, mort sans postérité;
      - Balthazar, Simon Suzanne de Lenfant (? - 1795), docteur en Sorbonne, prévôt et chanoine de la cathédrale Saint Saveur d'Aix-en-Provence;
      - Bruno-Louis de Lenfant (1717 - 1767), chevalier, baron de Bormes, sieur de la Patrière, gouverneur pour le roi du fort, château et des îles de Brégançon, commissaire provincial des troupes en Provence et ordonnateur et intendant pour le roi de la garnison de Monaco;
        - Marie-Anne de Lenfant (1741 - 1823), co-héritière de son père, rend hommage avec sa sœur pour la seigneurie de Bormes le 20 février 1769 ;
        - Suzanne de Lenfant de La Patrière (1742 - ?), cohéritière de son père avec sa sœur Marie-Anne, rend hommage avec sa soeur de la seigneurie de Bormes, épouse le 6 juin 1769 en l’église Sainte-Madeleine d’Aix, Esprit Hyacinthe Bernard d’Albert chevalier, seigneur de Bormes, conseiller du roi en ses Conseils, président en la Cour des Comptes de Provence.

## Autre branche (Lyon et de Lorraine)
Le rattachement de cette branche à la famille Lenfant d'Aix n'est pas certain. Jean-Jacques Lenfant, s'est déplacé en Provence, chez le président Boyer d’Eguilles, époux d'Angélique de Lenfant, afin de faire authentifier par acte notarié sa parenté avec les Lenfant de Provence, acte qui fut légalisé en la généralité d’Aix le 23 septembre 1768, mais reste douteuse. 
- Edme / Aymé Lenfant
  - Philippe Lenfant, prieur de Collobrières (1620 -  env. 1712), puis écuyer et bourgeois, épouse Claudine Gervais
    - Jacques Lenfant (? - ?), écuyer, bourgeois de Lyon, ancien directeur des vivres des armées d’Italie;
      - Jean-Jacques Lenfant (1712 - 1781), écuyer, garde du corps du roi;
        - Charles François Bruno de Lenfant (1753 - 1837), écuyer, avocat en parlement;
          - Antonin de Lenfant (1789 - 1864), juge de paix, propriétaire, chevalier de la Légion d’Honneur;

      - Alexandre Charles Anne Marie Lenfant (1726 - 1792) dit l’Abbé ou le Père Lenfant, remarqué pour ses talents de prédicateur, parcourt de nombreuses villes et cours d’Europe, attaché auprès du roi de Pologne Stanislas puis de l’Empereur Joseph II, confesseur de Louis XVI, refuse de prêter serment à la constitution civile du clergé, arrêté et conduit le 30 août 1792 à la prison de l’Abbaye, assassiné le 3 septembre.

## Armes
D'or à trois fasces de gueules, pour Luc de Lenfant (H. Jougla de Morenas, Grand armorial de France, t. III, p. 271)
Quatre variantes figurent dans l'Armorial de d'Hozier :
de gueules à trois bandes d’or et même bordure, pour Louis Lenfant, commissaire des guerres.
idem, pour Joseph de Lenfant, conseiller du roi
fascé d’or et de gueules et même bordure, pour Joseph Lenfant prieur de Collobrières, frères, et cousin du précédent, et pour Honoré Lenfant, vicomte de Valernes, fils d’un autre cousin.

## Personnalités
- Alexandre Lenfant, jésuite, prédicateur, confesseur de Louis XVI, martyr et béatifié[13]

- Bruno-Louis de Lenfant, collectionneur et érudit

## Alliances
de Marguerit (1631), de Bayon de Libertat (1633), de Sauvaire (1646), de Gantelmy (1655), de Fagou (1655), de Colomby (1684), Bernardi (1684), de Perier-Flaysoc, Sicard (1697), de Bézieux (1690), Colbert de Villacerf (1691), de Coriolis (1697), de Boyer d'Eguilles (1702), de Berlier (1707), de Léotard d'entages (1717), de Mayol (1729), de Paul (1730), de Mascrany de La Valette (1734), des Martins (1740), d'Albert (1769), Desgranges (1788), Brabant (1813), Urguet de Saint-Ouen (1822), Aubry (1828), Odon de Mages (1852), Courtot (1859), Jacquin (1859), Laurent (1919), Champagne (1931). 

## Postérité
- Pavillon Lenfant (Aix)

- Hôtel de Lenfant (Aix)

- Château de Lenfant (Aix)
- Route de L'Enfant (Aix)
- Rue de l'abbé Lenfant (Favières)